# Cal Marçol
Cal Marçol és una casa pairal del nucli de Polig, al municipi de la Baronia de Rialb (Noguera), inclosa en l'Inventari del Patrimoni Arquitectònic de Catalunya

## Descripció

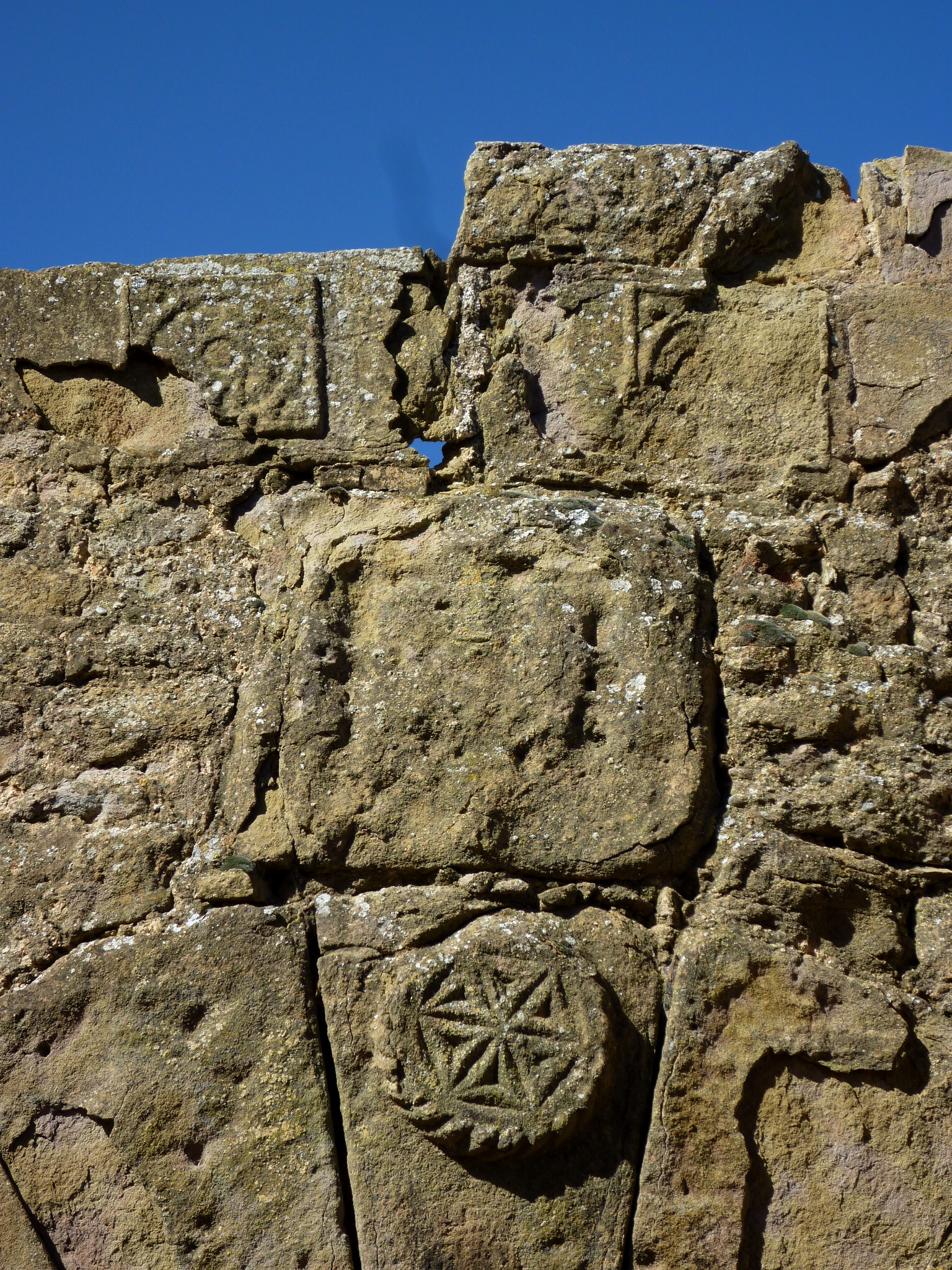
Detall dels relleus

Casa pairal que forma part de l'antiga fortalesa de Polig, amb accés principal per un portal dovellat, de mig punt i amb cantonades bisellades. Té cellers, baixos amb quadres, planta noble i planta sota coberta. Destaquen les finestres amb motllures i escacats a la façana principal i amb bisellats, escuts i símbols a la façana.